# 우크라이나 유대인
우크라이나 유대인(우크라이나어: Українськi євреї; 히브리어: יהדות אוקראינה)은 키예프 루스 시대(9세기 후반에서 13세기 중반)부터 현대 우크라이나 영토에 존재해왔다. 하시딤에서 시온주의에 이르기까지 중요한 유대인 종교와 문화 운동이 그곳에서 일어났다. 세계 유대인 회의에 따르면, 우크라이나의 유대인 공동체는 유럽에서 세 번째로 크고 세계에서 다섯 번째로 크다.
어떤 때는 그것이 번성했고, 다른 때는 박해와 반유대적 차별에 직면했다. 우크라이나 인민공화국 (1917년~1920년)에서, 이디시어는 우크라이나어와 러시아어와 함께 국가 언어가 되었다. 그 당시, 유대 민족 연합이 만들어졌고 공동체는 자치적인 지위를 부여받았다. 이디시어는 1917년과 1920년 사이에 우크라이나 화폐로 사용되었다. 제2차 세계 대전 이전에는 우크라이나 도시 인구의 3분의 1 미만이 유대인이었다. 우크라이나 유대인은 아슈케나즈 유대인, 산악 유대인, 부하라 유대인, 카라임족, 크림차크인, 유대계 조지아인 등 뚜렷한 특징을 가진 하위 집단을 포함했다.
최서단 지역에서, 유대인들은 1030년에 처음으로 기록에 언급되었다. 1648년과 1657년 사이의 흐멜니츠키 봉기 동안, 카자크의 군대는 대량의 유대인, 로마 가톨릭교도, 그리고 우나이트 기독교도들을 학살하고 포로로 잡았다. 한 추정치 (1996년)는 15,000~30,000명의 유대인이 죽거나 포로로 잡혔으며 300개의 유대인 공동체가 완전히 파괴되었다고 보고했다. 더 최근의 추정치 (2014년)는 1648년에서 1649년 사이에 3,000~6,000명의 사망률을 보고한다.
1821년 동안 오데사에서 일어난 반유대인 폭동은 콘스탄티노폴리스에서 그리스 정교회 총대주교가 사망한 후에 일어났으며, 14명의 유대인이 사망한 것으로 기록되었다. 일부 자료에서는 이 에피소드를 첫 번째 포그롬이라고 주장한다. 20세기 초, 반유대 포그롬이 계속되면서 대규모 이민이 발생했다. 1915년, 러시아 제국 정부는 제국의 국경 지역에서 수천 명의 유대인들을 추방했다.
러시아 혁명과 이어진 내전 동안, 1918년과 1920년 사이에 약 31,071명의 유대인들이 포그롬으로 사망했다. 우크라이나 인민공화국 (1917년~1921년) 동안 포그롬은 계속되었다. 우크라이나에서는 이 기간 시몬 페틀류라 휘하의 우크라이나 육군에 의해 살해된 민간 유대인 수가 3만 5천 명에서 10만 명으로 추정된다.
포그롬은 1919년 1월 북서부 볼히니아 지방에서 폭발했고 다른 많은 지역으로 퍼져 1921년까지 계속되었다. 1927년까지 소련 정부의 행동은 증가하는 반유대주의를 이끌었다.

## 제2차 세계 대전

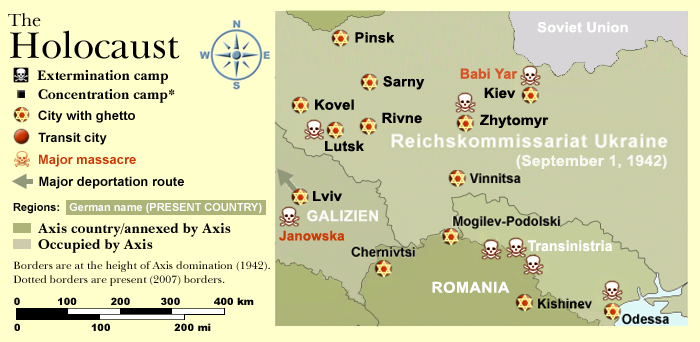
우크라이나의 홀로코스트 지도

전쟁과 독일의 우크라이나 점령 기간 동안 사망한 민간인은 모두 700만 명에 이를 것으로 추정된다. 이 추정치에는 특수작전집단과 지역 우크라이나 협력자들의 총에 맞아 사망한 100만 명 이상의 유대인이 포함된다.
우크라이나 동부 또는 우크라이나 SSR(1938년 국경 내)에서 홀로코스트로 사망한 유대인의 총 수는 홀로코스트 이전의 총 유대인 인구 150만 명 중 70만 명보다 약간 적은 것으로 추정된다. 현대 우크라이나 국경 내에서 사망자 수는 약 90만 명으로 추정된다.

## 우크라이나 독립
1989년, 소련의 인구 조사는 우크라이나에 살고 있는 487,000명의 유대인들의 수를 세었다. 비록 국가에 의한 차별이 1991년 우크라이나 독립 이후 거의 중단되었지만, 유대인들은 1990년대 동안 여전히 차별을 받았다. 예를 들어, 유대인들은 일부 교육 기관에 다니는 것이 허용되지 않았다. 반유대주의는 그 이후로 쇠퇴해 왔다.
1989년 우크라이나에 남아있던 압도적인 대다수의 유대인들은 공산주의가 붕괴되는 동안과 이후 1990년대에 다른 나라로 이주했다. 1999년까지 서로의 합법성에 대해 논쟁을 벌이는 다양한 우크라이나 유대인 조직이 있었다.
약 266,300명의 우크라이나 유대인들이 1990년대에 이스라엘로 이주했다. 2001년 우크라이나 인구 조사에 따르면 106,600명의 유대인이 우크라이나에 살고 있다(유대인의 수 또한 부정적인 출산율로 인해 감소했다). 이스라엘의 공공 외교 및 디아스포라 장관에 따르면 2012년 초 우크라이나에는 25만 명의 유대인이 있었고, 그 중 절반은 키이우에 살고 있다. 유럽 유대인 의회에 따르면 2014년 기준으로 360,000~400,000명의 유대인이 남아 있다.
2007년 11월, 소련 시절 유대인 공동체에서 압수된 700여 개의 토라 두루마리가 주 당국에 의해 유대인 공동체로 반환되었다.
우크라이나 유대인 위원회는 우크라이나의 유대인 지도자들의 노력을 공동체의 전략적 문제를 해결하고 사회적으로 중요한 문제를 해결하는 데 집중하기 위해 2008년 키이우에 설립되었다. 위원회는 유대인의 권리를 보호하는 세계에서 가장 영향력 있는 조직 중 하나가 될 것이며 "우크라이나의 인권을 보호하는 가장 중요하고 강력한 구조"가 될 것이라고 선언했다.

## 2022년 러시아 침공

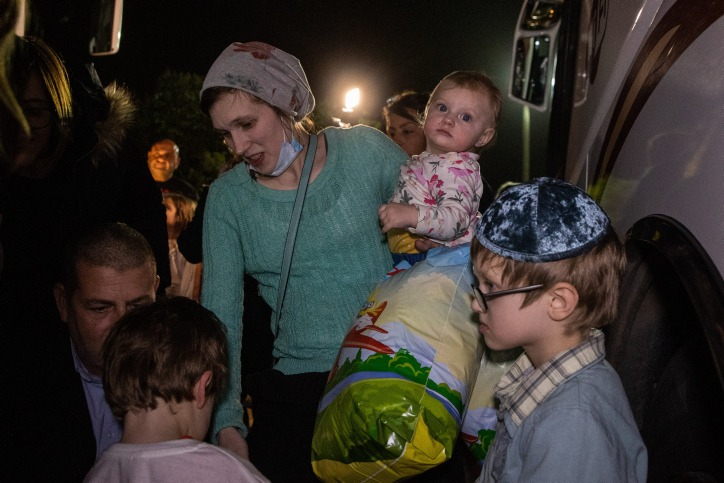
우크라이나 유대인 가족이 2022년 3월 6일 이스라엘에 도착한다.

2022년 2월 러시아가 우크라이나를 침공했다. 이스라엘 대사관은 유대인들의 대피를 용이하게 하기 위해 안식일에도 문을 열었다. 총 97명의 유대인들이 이스라엘 여행을 선택했다. 게다가, 140명의 유대인 고아들이 루마니아와 몰도바로 도망쳤다. 100명의 유대인들이 궁극적으로 이스라엘로 이주할 것에 대비하기 위해 벨라루스로 도망쳤다. 2022년 3월 2일, 이스라엘 유대인청은 폴란드, 루마니아, 몰도바에 피난 중인 수백 명의 유대인 전쟁 난민들이 다음 주에 이스라엘로 떠날 예정이라고 보고했다. 난민 추정치는 10,000명에서 15,200명에 이르는 난민들이 이스라엘에 도착했다.

## 저명한 인물

### 우크라이나 유대인
- 바알 셈 토브
- 이사크 바벨
- 하임 나흐만 바이알릭
- 블라디미르 드린펠트
- 미하일 프리드만
- 바딤 구제이트
- 라자리 카가노비치
- 이호르 콜로모이스키
- 골다 메이어
- 빅토르 핀추크
- 요세레 로젠블라트
- 이호르 수르키스
- 레프 트로츠키
- 빅토르 베켈베르크
- 볼로디미르 흐로이스만
- 볼로디미르 젤렌스키
- 데니스 시미할

## 같이 보기
- 러시아 안에서의 인종차별
- 폴란드 유대인
- 러시아 유대인

## 참고

### 자료
- Pinkus, Benjamin (1988). 《The Jews of the Soviet Union: The History of a National Minority》 (영어). Cambridge University Press. ISBN 978-0-521-38926-6.
- Baron, Salo Wittmayer (1976). 《The Russian Jew Under Tsars and Soviets》 (영어). Macmillan. ISBN 978-0-02-507300-5.